# 阿瓦讷
阿瓦讷（法語：Avoine，法語發音：[avwan] ⓘ）是法国安德尔-卢瓦尔省的一个市镇，位于该省西部，属于希农区。阿瓦讷因境内的核电站而闻名。

## 地理
阿瓦讷（47°12'18"N, 0°10'59"E）面积12.58 平方千米，位于法国中央-卢瓦尔河谷大区安德尔-卢瓦尔省，该省份为法国中西部省份，北起萨尔特省、东北接卢瓦-谢尔省，东南接安德尔省，南至维埃纳省，西临曼恩-卢瓦尔省。
与阿瓦讷接壤的市镇（或旧市镇、城区）包括：韦龙地区博蒙、卢瓦尔河畔拉沙佩勒、卢瓦尔河畔舒泽、于姆、韦龙地区萨维尼。

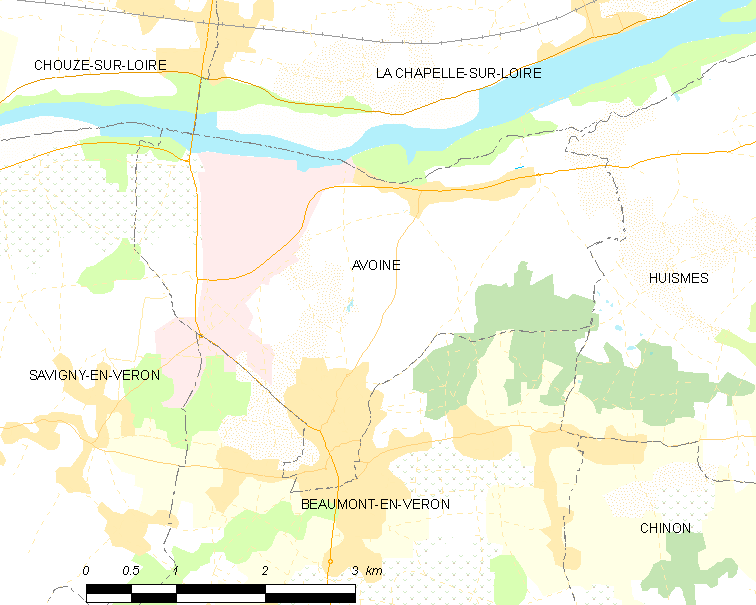
阿瓦讷的OSM定位图

阿瓦讷的时区为UTC+01:00、UTC+02:00（夏令时）。

## 行政
阿瓦讷的邮政编码为37420，INSEE市镇编码为37011。

## 政治
阿瓦讷所属的省级选区为希农县。

## 人口

1962-2008年间阿瓦讷人口变化图示

阿瓦讷于2022年1月1日时的人口数量为1994人。